# Neil Napier
 (mars 2020).
Si vous disposez d'ouvrages ou d'articles de référence ou si vous connaissez des sites web de qualité traitant du thème abordé ici, merci de compléter l'article en donnant les références utiles à sa vérifiabilité et en les liant à la section « Notes et références ».
Neil Napier est un acteur canadien.

## Filmographie

### Cinéma
- 2001 : Slashers : Charlie
- 2002 : Time Enough: The Alien Conspiracy : Bret
- 2002 : American Tragedy : Vic Domi
- 2003 : Evil Breed: The Legend of Samhain : Jim
- 2004 : Power Corps. : un mercenaire
- 2006 : The Covenant : coach Hamm
- 2006 : Heads of Control: The Gorul Baheu Brain Expedition : Max Bawder
- 2006 : The Grandfather Paradox : Professeur Thaddeus
- 2006 : Deaden : Samuel
- 2006 : 300 : le spartiate avec le bâton
- 2007 : End of the Line : Neil
- 2008 : WarGames: The Dead Code : le professeur
- 2011 : The Girl in the White Coat : Spike
- 2011 : Immortals : le dresseur
- 2012 : House for Sale : Daniel
- 2012 : Upside Down : le garde
- 2012 : The Expatriate : Derek Kohler
- 2012 : Attack of the Brainsucker : Claude Delormier
- 2013 : Misogyny/Misandry: An Evening of Dialetic : l'officier
- 2013 : Real Gangsters : Tommy O'Halloran
- 2013 : White House Down : le conducteur du tank
- 2013 : Riddick : Rubio
- 2014 : X-Men: Days of Future Past : l'agent des services secrets
- 2014 : Seances

### Télévision
- 2005 : Crimes of Passion : le détective
- 2005 : Hunt for Justice : Lieutenant
- 2005 : Naked Josh : Dave (1 épisode)
- 2005 : Human Trafficking : un officier
- 2006 : One Dead Indian : l'officier de la CMU
- 2006 : Sous haute tension : Clark McDaniel
- 2006 : Rivalité maternelle : David Browning
- 2006-2007 : The Business : Wendell Cooper (5 épisodes)
- 2007 : St. Urbain's Horseman : le plombier (1 épisode)
- 2007 : The Great War : le soldat mourant
- 2008 : Infected : Taylor Lambert
- 2010 : Fakers : l'officier
- 2011 : Stealing Paradise : Détective Mike Sanders
- 2011 : Blue Mountain State : Dr Brooks (1 épisode)
- 2012 : Bullet in the Face : Lieutenant Karl Hagerman (5 épisodes)
- 2013 : Zero Hour : le prêtre (1 épisode)
- 2014 : Helix : Dr Peter Farragut (13 épisodes)
- 2014 : The Listener : Eddie Duffy (1 épisode)
- 2014 : Forget and Forgive : Tate Walker

### Jeux vidéo
- 2010 : Shaun White Skateboarding : Bob
- 2012 : Assassin's Creed III : Benedict Arnold
- 2013 : Batman: Arkham Origins : le Thug pingouin
- 2013 : Assassin's Creed IV: Black Flag : Fisher Case et voix additionnelles
- 2014 : Outlast : le grand jumeau, le pyromane et le Variant
- 2014 : Thief : le guet
- 2014 : Outlast: The Whistleblower : le grand jumeau et le Variant